# Nyizsnyaja Pojma
Nyizsnyaja Pojma (oroszul: Нижняя Пойма) városi jellegű település Oroszország ázsiai részén, a Krasznojarszki határterület Nyizsnyij Ingas-i járásában. Nevének jelentése: 'alsó ártér'.
Népessége: 9000 fő (a 2010. évi népszámláláskor).

## Elhelyezkedése
A Krasznojarszki határterület délkeleti részén, Krasznojarszktól kb. 270 km-re keletre, Nyizsnyij Ingas járási székhelytől 49 km-re, az Irkutszki terület határánál helyezkedik el. A település  mellett vezet a „Szibéria” nevű R255-ös főút (oroszul: ). Az elkerülő 11 km-es útszakaszt a vasúti felüljáróval együtt 2014-ben adták át, addig a főút a helységen vezetett keresztül.
A településen van a transzszibériai vasútvonal Krasznojarszk–Tajset közötti szakaszának Resoti (Решоты) nevű állomása, vasúti csomópont. Innen az 1970-es években 257 km hosszú szárnyvonal épült észak felé Tajozsnij település Karabula nevű állomásáig, melynek meghosszabbítását tervezik (kb. 40 km) az Angara partjáig. A vasútvonal az Alsó-Angara régió tervezett iparosításának céljait szolgálja.

## Története
A település helyén 1827-ben, a nagy szibériai postaút építése során keletkezett Resetyinszk falu. Lakossága főként katonákból és száműzöttekből állt. A jobbágyság eltörlése (1861) után a nyugati országrészből parasztok érkeztek a területre. A település történetének fontos mérföldköve volt a vasútvonal megnyitása 1899-ben. 
Resetyinszk északi szélén 1938-ban új helység építését kezdték meg, melyet Nyizsnyaja Pojmának neveztek el. A Gulag rendszeréhez tartozó nagy munkatábort hoztak itt létre építési és fakitermelési munkák elvégzésére. 1946-ban Kanszkból ide helyezték át a KraszLag (krasznojarszk-vidéki táborok) igazgatóságát. A világháború után kb. ezer fős „különlegesen veszélyes kontingens”-t helyeztek ide (politikai elítélteket és köztörvényes bűnözőket vegyesen). Ők rakták le észak felé az első, akkor még keskenyvágányú vasútvonalat a kitermelt fa elszállításához. 
1951-ben a két szomszédos helység egyesítésével hozták létre Nyizsnyaja Pojma városi jellegű települést. (A vasútállomás neve Resoti maradt.)